# Počitelj (Gospić)
Počitelj je naselje u Hrvatskoj, u Ličko-senjskoj županiji. U sastavu je grada Gospića. 

## Zemljopis
Počitelj je naselje na zapadnom rubu Ličkog polja 16 km jugoistočno od Gospića.
Podvelebitski dio Počitelja posjeduje dosta izvorske vode s dobrim kapacitetima, a najznačajniji izvori su Bungrovac, Kipilo, Muratovača, Odušivo Vrelo, Studeno vrelo, Suvaja, Krivajica, Mliništa, Točak, Crno vrelo, Bijelo vrelo i dr. Nepresušni izvori na području Sitnika i Vuksana su Bungrovac, Muratovača, Studeno vrelo, Suvaja i Krivajica. Najinteresantniji izvor u ovom području je Kipilo koje ima mali tok od izvora u ljetnim mjescima, ali u istom periodu u vrijeme pred kišu počinje izbacivati velike kapacitete vode tako da popuni svoje korito i sastaje se s vodom od Bungrovca kad nastane ova pojava. Najvjerojatnije je da i sam naziv tog izvora asocira na ovu prirodnu pojavu.

## Povijest
Jugozapadno od sela na brdu su ruševine (Vuksanova gradina) ostaci srednjovjekovnoga grada Počitelja. 
Jedan od najstarijih poznatih dokumenata pisanih kurzivnom glagoljicom potječe iz Like (Lički Počitelj), pisan 15. kolovoza 1393., koju su izdali Tomaš i Butko krbavski lički buški i pročaja knezi.
Znamenito mjesto srednjovjekovne Like bio je i Počitelj. Poznato je da je kralj Bela IV., s ličkim županom Petrom Tolimirovićem ugovorio zamjenu toga grada. Kralj je za Počitelj dao ličkom županu sela Kaseg (današnji grad Gospić), Sičevo, Grebenar i Brotnjan. Iz nešto kasnijih isprava doznajemo da su u Kasegu živjeli lički rodovi Mogorovići, Korini, Vidasi, Prohočići, Ljutčid i Lukšići. 
Na počiteljskom području stajao je središnji plemenski grad čitave Ličke župe. Nalazio se na strmom brdu iznad današnjeg sela Vuksani. Pod tvrdim gradom razvilo se oveće podgrađe u kojem su živjeli počiteljski trgovci i obrtnici. Gradski podanici imali su kuće po obližnjim selištima. Takva staleška diferencijacija bila je u ono doba uobičajena. Jugoistočno od Počitelja nalazilo se selo Kukljić u kojem su živjeli potomci Mogorovića. Rodovska utvrda ovdašnjih Kukuljica stajala je pored rijeke Like.
Tvrđava na Vuksanovoj gradini se sastojala iz dvije etaže. Obzirom je u dobroj mjeri urušena tako da prva etaža ima visinu od 80 cm i ulazi se sa sjeverne strane. Zidovi druge etaže su različite debljine. Dimenzija tvrđave je 12,25 x 8,8m, a debljina zida je 146 cm.
Pored tvrđave je postojao bunar s izvorskom vodom, a lokacija bunara je i danas vidljiva na tom mjestu. Glavni ulaz u tvrđavu je bio sa zapadne strane. Ispod gradine postoji nepresušni izvor zvan „Studeno vrelo”. Na parceli zvanoj Mužljevača postojalo je groblje. Na mjestu gdje je postojalo groblje nalazi se jedan veliki kamen kao samac koji je sa sjeverne strane dosta ravan.  
Kod obrađivanja parcele (dublje oranje) mogli su se nalaziti dijelovi ljudskih kostiju i glinenih predmeta (posuđa) različite debljine tako da neki dijelovi nisu ni pripadali posuđu nego, pretpostaviti je, većim elementima iz tog vremena.
Pored zidina tvrđave postoji i veliki kamen okruglog oblika cca 2,5 – 3 m visine.
Zanimljivo je proučiti daljnji odnos Bele IV. prema rodu Mogorovića. Naime, Bela je nastojao ojačati položaj utvrđenoga grada Počitelja (Pochitel) u Ličkoj županiji. U ispravi od 26. 1. 1253. godine vidi se da je želio proširiti posjed utvrde Počitelj. Knez Petar, sin Tolimra Ličkog, i knez Držislav iz plemena Mogorovića, su za ustupanje zemalja utvrde Počitelja u zamjenu dobili posjede na području od Podgorja do sela Podhumca, Brušana i Teplušana.
Iako je moguće da je isprava falsifikat iz polovice 14. stoljeća, jer je po načinu pisanja sličnija ispravama kraljeva Karla Roberta i Ljudevita, ne treba potpuno isključiti točnost nekih informacija koje donosi. Moguće je da su falsificirane samo granice opisanih posjeda. Iako je upitno da li je Držislav Mogorović za ustupanje zemalja utvrde Počitelja dobio upravo navedene posjede, ipak je to moguće. Osim toga, jer je u to doba kralj vodio rat za nasljedstvo u Austriji i Štajerskoj te je trebao sređenu unutarnju političku situaciju, vjerojatno ne bi učinio jednostrano proširivao posjed utvrde Počitelj. 
Nadalje, zamjena posjeda Počitelja (terram Pochotil) za neke posjede spominje se i u nešto kasnijoj, ispravi iz 1263. godine, pa je očito kralju ova utvrda bila strateški vrlo važna. Zbog njezine važnosti kralj Bela IV. je, prema ispravi od 29. siječnja 1263. godine, nastojao učvrstiti njezin položaj unutar Ličke županije. 
Budući da grad nije mogao egzistirati bez zemlje, tj. posjeda koji ga okružuje, kralj je nastojao utvrdi Počitelj osigurati zemlju. Novom slavonskom banu Rolandu od plemena Ratoldova (Rolandum banum tocius Sclauonie), naredio je da za zemlju utvrde Počitelj knezu Petru daruje jednaku veličinu zemlje. Prema ispravi, čini se da je kralj Bela tražio tu zemlju kako bi na njoj podignuo novu jaču utvrdu. Također, u ispravi je rečeno da je takvu misiju već prije obavio ban Stjepan Gut-Keled. 
Iako se ne može točno odrediti kada je bilo moguće da ju je obavio nakon siječnja 1253. do 1260. godine. Naime, u ispravi od 26. siječnja 1253. godine ne spominje se nikakav ban, nego je kralj naredio Ninskom kaptolu da obavi zamjenu. Ovome u prilog ide činjenica da je od
1254. godine, ban Stjepan Gut-Keled ponekad nosio i titulu „primorskog bana i kneza triju polja”, kako je i tituliran pri obavljanju ove misije. Isto tako, posjede ban Stjepan nije mogao zamijeniti nakon 1260. godine, jer se od tada više ne spominje u izvorima te je vjerojatno mrtav.
Prema svemu navedenom, očito je da zamjena za posjede utvrde Počitelj nije išla baš lako, te se može zaključiti da je kralj Bela IV. najmanje tri puta pokušavao učvrstiti svoj položaj. Kralj je uvijek u zamjenu davao neke posjede. Prvi put, 20. siječnja 1253. godine, kada je Ninskom kaptolu naredio da odredi granice župe Podgorje i zamjeni neke posjede za posjede utvrde Počitelj, koju su tada držali knezovi Petar, sin Tolmira Ličkog, i Držislav od plemena Mogorovića. Drugi put, kralj Bela IV. odredio je bana Stjepana Gut-Keleda da obavi istu misiju i što je on učinio između 1253. i 1260. godine. 
I konačno, treći put, odredio je bana Rolanda da ličkom županu Petru daruje neku zemlju u zamjenu za zemlju utvrde Počitelj, što potvrđuje i isprava sastavljena 29. siječnja 1263. godine. Iz te isprave jasno je koliko je kralju Beli IV. bilo vrlo važno imati čvrstu utvrdu i osigurati joj nesmetano funkcioniranje, pa je knez Petar Lički za odštetu dobio posjed Kasezi, na kojemu se nalazila crkva sv. Ivana Krstitelja, te posjede Siče, Grebenar i Bratan. U ispravi je jasno opisana granica između posjeda kraljevske utvrde Počitelj i novih posjeda Petra Ličkog. Posjede je razdvajao potok Srčan, te su se s njegove desne strane bili posjedi kneza Petra, a s lijeve zemlja stanovnika utvrde. 
U tekstu isprave velika pozornost posvećena je granici posjeda, što pokazuje da su definirane granice bile zalog mira između stanovnika utvrde i kneza Petra Ličkog. Isto tako, u ispravi jasno piše da je Bela IV. potvrdio Petru Ličkom i njegovim nasljednicima svu vlast na navedenim područjima kao nasljednu i vječnu. Budući da nakon ove isprave nema vijesti o događajima vezanim za Počitelj, očito je spomenuto rješenje bilo na obostrano zadovoljstvo.

## Stanovništvo
U popisima mjesta iz 1696. i 1700. godine, spominje se u njemu 40 pravoslavnih kuća, a isto toliko navodi ih i popis iz 1712. godine.[nedostaje izvor]
Tada su u Počitelju živjeli: Bobići, Božići, Čatići, Čuturile, Došeni, Ivančevići, Kralješići, Laskovići, Lubenovići, Ljubojevići, Miškovići, Njegovani, Pavlice, Radoševići, Rogići, Srdići, Trkulje, Uzelci, Vitasi i Vuksani.
- 1712. – 504 (Srbi)
- 1971. – 640 (Srbi – 627, Hrvati – 8, Jugoslaveni – 1, ostali – 4)
- 1981. – 426 (Srbi – 401, Jugoslaveni – 16, Hrvati – 3, ostali – 6)
- 1991. – 307 (Srbi – 294, Hrvati – 5, Jugoslaveni – 3, ostali – 5)
- 2001. – 14
- 2011. – 4[4]

| broj stanovnika | 1340  | 1505  | 1432  | 1550  | 1674  | 1548  | 1594  | 1626  | 1143  | 1008  | 800   | 640   | 426   | 307   | 14    | 4     | 2     |
|                 | 1857. | 1869. | 1880. | 1890. | 1900. | 1910. | 1921. | 1931. | 1948. | 1953. | 1961. | 1971. | 1981. | 1991. | 2001. | 2011. | 2021. |

## Crkva
Hram Uspenja Presvete Bogorodice (1725. godine, srušen na Bogojavljanje 1949. godine). Parohiju sačinjavaju: Sitnik, Njegovani i Ljubojevići.
Jugoistočno od Počitelja izvori spominju crkvu sv. Ivana s franjevačkim samostanom. Crkva i samostan bili su na brdu, na sjevernoj strani Velebita. Otuda je ovaj lokalitet dobio ime Sveti Ivan na Gori. Crkva na tom mjestu uživala je glas narodnog prošteništa, pa su ovamo svake godine dolazili lički Hrvati na narodni zbor. 
U blizini crkve, na izvoru vode, slijepci su se umivali izvorskom vodom vjerujući da će progledati. 
Zanimljivo je da su se na tom mjestu lički Hrvati sastajali s ličkim Vlasima, koji su, kao rimokatolici, također dolazili do ovdašnje crkve na narodno proštenje.